# Заборонений цвіт
«Заборонений цвіт» - книга українського письменника Ігора Павлюка, що вийшла у 2007 р. у видавництві «Твердиня» (Луцьк) . У виданні вміщені кілька повістей, яким характерне стилістичне поєднання прозових і поетичних мотивів (за висловом І. Ольшевського - це злиття жанрів прози і поезії — «проезія»).
Книга була номінантом на «Книжку року-2007». У сучасній літературній формі автор піднімає питання пошуку одвічних істин - Любові, Єдності зі світом, Війни і Миру.

## Анотація
| Рано чи пізно поети стають прозаїками. Звісно, не всі. У випадку з Ігорем Павлюком ситуація трохи інакша. Складається враження, що він паралельно з музою поезії все життя дружив і з музою прози. У своїй новій книзі І. Павлюк подає ранні зразки свого «прозового» буття. У них тісно переплітається фантазія і реальність, любов і ненависть, смерть і життя. Але майже на кожній сторінці із-за маски прозаїка прозирає маска поета. Це одночасно є і позитивом і негативом «Забороненого цвіту». А щодо серії, яка прихистила ще одного автора… Проза поета — сама собою вже ексклюзив… |